# السير (فلم)
السير (بالإنجليزية: The Walk) هوَ فيلم دراما وسيرة ذاتيّة أمريكي من إخراج روبرت زيميكس وكتابَته بالاشتراك مع كريستوفر براون، وهوَ مَبنيّ على قِصّة الفرنسي فيليب بوتي الذي سارَ على حبلٍ بينَ بُرجّي مركز التجارة العالمي في 7 أغسطس 1974. الفيلم من بطولَة جوزيف ليفيت، وبن كينغسلي، وشارلوت لوبون. وقد صَدر في الولايات المُتّحدة في 30 سبتمبر 2015 بتقنيَة آيماكس ثُلاثيّة الأبعاد.

## طاقَم العَمل
- جوزيف غوردون-ليفيت بدور فيليب بوتي.
- بن كينغسلي بدور بابا رودي.
- شارلوت لوبون بدور آني اليكس.
- كليمان سيبوني بدور جين لويس.
- جيمس بادج ديل بدور جين بيري.
- سيزر دومبوي بدور جيف.
- بن شوارتز بدور ألبرت.
- بنديكت صموئيل بدور ديفيد.
- ستيف فالنتين بدور باري غرينهاوس.

## الإنتاج

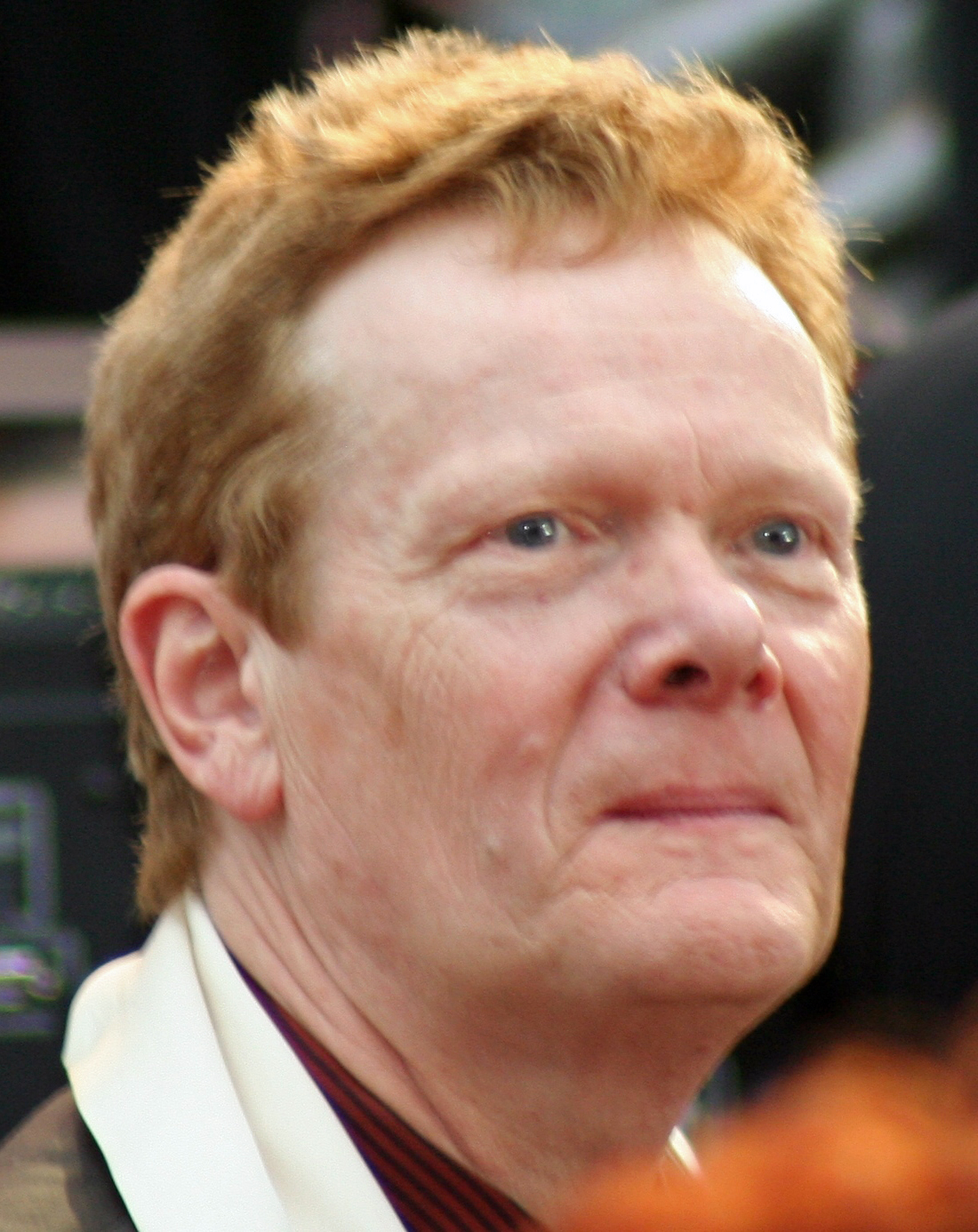
فيليب بوتي الذي سارَ على الحَبل بين البُرجين عام 1974، وهوَ من قام بتدريب المُمثّل جوزيف ليفت على السير على الحِبال.

أعلَن روبرت زيميكسفي يناير 2014 يعمل على فيلمٍ مَبنيّ على قِصّة سَير الفرنسي فيليب بوتي بينَ بُرجّي مركز التجارة العالمي. وأكّد وقتها أنّ جوزيف ليفيت سيقومُ بأداء دورِ البطولة. وفي أبريل 2014 اُعلِنَ عن انضمام بن كينغسلي وشارلوت لوبون وجيمس بادج ديل لطاقَم العَمل. وقد بدأة التصوير الرئيسي في 26 مايو 2014 في مونتريال، وانتهى في 6 أغسطس 2014. يُذكر أنّ ليفيت الذي لم يَسبِق أنّ جرّب المَشي على الحبال، قام بالتدريب على يَد فيليب بوتي نَفسه، وخلال ثمانية أيّام صارَ قادِراً على السير على الحبال بنفسِه، واستمرّ على التدريب طيلة فترة تصويرِ الفيلم.

## الإصدار
عُرِض الفيلم لأوّل مرة في 26 سبتمبر 2015 خِلال مهرجان نيويورك السينمائي. وصَدر بشكلٍ محدود في 30 سبتمبر 2015 بتقنيَة آيماكس ثُلاثيّة الأبعاد، وفي النهاية أُطلِق بشكلٍ موسّع في 9 أكتوبر 2015.

## الاستقبال الجماهيري

### شُبّاك التذاكر
وَصلت إيراداتُ الفيلم حتّى 44 مليون دولار بميزانيّة بلغت 35 مليون دولار.

### آراء النُقّاد
حَصل الفيلم بشكلٍ عام على ثناءٍ وتقييمات إيجابية، ففي موقع الطماطم الفاسدة حصل الفيلم على تقييم 85% على أساس 203 مُقيّم. وفي موقع ميتاكريتيك حصل على درجة 70 بناءً على 41 ناقداً.

## روابط خارجية
- مقالات تستعمل روابط فنية بلا صلة مع ويكي بيانات